# Открытие себя
«Откры́тие себя́» (1967) — один из самых знаменитых романов Владимира Савченко, в котором затрагивается проблема клонирования человека.

## Сюжет
Инженер-системотехник, сотрудник одного из днепровских научно-исследовательских институтов Валентин Кривошеин разработал новую концепцию конструирования вычислительных машин, которые должны были совершенствовать сами себя. Однако его эксперимент вышел из-под контроля, и машина стала запрашивать дорогостоящие аппараты и редкие реактивы. Однажды машина потребовала четыре дополнительных печатных устройств и принялась выдавать рулоны перфолент с сомнительными истинами вроде «Луковица, будто рана стальная», или «Двадцать шесть копеек, как с Бердичева», «Нежность душ, разложенная в ряд Тейлора, в пределах от нуля до бесконечности сходится в бигармоническую функцию». А когда печатный аппарат выдал «Стрептоцидовый стриптиз с трепетом стрептококков», Кривошеин разозлился, вынес рулоны перфолент во двор института и устроил из них огромный костёр. Затем отсоединил все печатные аппараты и свёл все трубки и шланги в один тефлоновый бак. А напоследок сказал: «Хватит чисел! Мир нельзя выразить в двоичных числах, понятно? А даже если и можно, какой от этого толк? Попробуй-ка по-другому: в образах, в чём-то вещественном… чёрт бы тебя побрал!», запер лабораторию и десять дней не появлялся в институте, а когда вернулся в лабораторию, то увидел… самого себя.
Оказалось, что смесь реактивов стала для машины основой для синтезирования человеческой особи. Первой из которых стал дубль единственного известного ей человека - самого Кривошеина. В процессе дальнейшего эксперимента были созданы еще 3 человеческих существа, но в результате аварии один из них погиб, после чего деятельность Кривошеина попала в поле зрения милиции...

## Главные герои
- Валентин Васильевич Кривошеин — инженер-системотехник, создавший «машину-матку».
- Валентин Васильевич Кривошеин — клон (дубль) Кривошеина, созданный «машиной-маткой» случайно. Идентичен оригинальному Кривошеину. Способен к самостоятельным модификациям своего тела[1]. Поступил в аспирантуру МГУ на кафедру биологии.
- «Адам-Геркулес» — дубль Кривошеина, которого оригинальный Кривошеин создавал целенаправленно, как улучшенную копию себя по образцу художественных образов Адама и Геркулеса. Беда в том, что после каждого неудачного сеанса Кривошеину пришлось растворять дубля, однако дубль запомнил все растворения (эквивалентные смерти) и поэтому получился психически неуравновешенным. Позже взял имя Адам, пытался убить создателя, после чего уехал от греха подальше на Дальний Восток.
- Виктор Витальевич Кравец — последний дубль Кривошеина, улучшенный оригиналом за один сеанс. Живёт в общежитии, работает в лаборатории Кривошеина в должности лаборанта, представлен администрации НИИ под видом племянника Кривошеина.
- Гарри Харитонович Хилобок — учёный-секретарь НИИ, в котором работал Кривошеин, карьерист, бабник и вообще неприятный тип. Носит усы.
- Аркадий Аркадьевич Азаров — директор института, академик.
- Елена Ивановна Коломиец — сотрудница соседнего с институтом КБ, возлюбленная Кривошеина-оригинала, источник раздора между Кривошеиным и его дублями.
- Матвей Аполлонович Онисимов — следователь, расследующий ЧП в лаборатории новых систем.
- Вано Александрович Андросиашвили — профессор кафедры физиологии человека МГУ, научный руководитель аспиранта Кривошеина.